# LEO (máy vi tính)

Logo của LEO Computer Ltd 1954 cho đến 1963.

LEO I (văn phòng điện tử Lyons I) là máy tính đầu tiên được sử dụng cho các ứng dụng kinh doanh thương mại.
Nguyên mẫu LEO I được mô hình chặt chẽ trên Cambridge EDSAC.  Công trình của nó được giám sát bởi Oliver Thường vụ, Raymond Thompson và David Caminer của J. Lyons và Co. LEO Tôi đã điều hành ứng dụng kinh doanh đầu tiên vào năm 1951.  Năm 1954 Lyons thành lập LEO Computer Ltd để tiếp thị LEO I và những người kế nhiệm LEO II và LEO III, cho các công ty khác.  LEO Computer cuối cùng đã trở thành một phần của Công ty Điện lực Anh (EELM) nơi cùng nhóm phát triển các mẫu LEO 360 nhanh hơn và thậm chí nhanh hơn LEO 326.  Sau đó, nó được chuyển cho International Computer Limited (ICL) và cuối cùng là Fujitsu.
Các máy tính dòng LEO vẫn được sử dụng cho đến năm 1981.

### LEO III

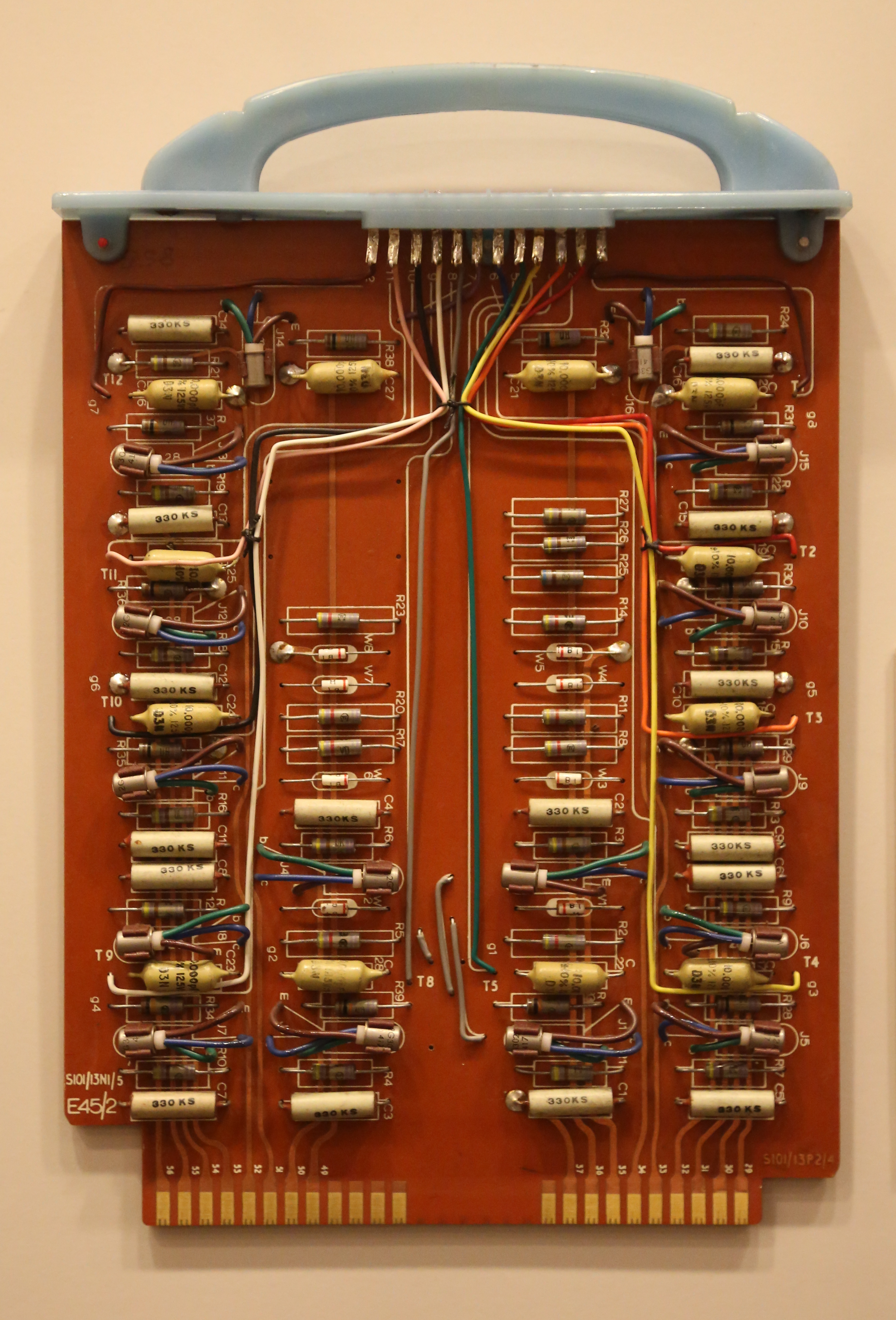
Bảng mạch từ máy tính LEO III